# Í
Der Buchstabe Í, Kleinbuchstabe í, ist ein Buchstabe des lateinischen Schriftsystems, bestehend aus einem I mit Akut, der bei dem Kleinbuchstaben den i-Punkt ersetzt. Er kommt unter anderem im Altnordischen (bzw. ī), im Isländischen, Färöischen und Tschechischen vor und gilt in diesen Sprachen als ein gesonderter Buchstabe. Außerdem wird er auch im Ungarischen, Slowakischen, Irischen, Spanischen und Katalanischen verwendet.
Von der typografischen Form her ist das Í ein I mit Akut.

## Einsortierung im Alphabet
Im Isländischen ist das Í der zwölfte und im Färöischen der elfte Buchstabe des Alphabets. Er wird gesondert zwischen I und J einsortiert: … h, i, í, j, k, …
Vor der Herausgabe des Føroysk orðabók 1998 wurde das färöische í unter i einsortiert. Daraus resultiert in Wortlisten:
- früher: í, ið, íða, iðra …
- heute: ið, iðra, … ivi, í, íða, …

## Vorkommen

### Im Färöischen
Im Färöischen heißt der Buchstabe fyrra í [ˈfɪrːa ˈʊi] („vorderes í“ – im Gegensatz zum „hinteren í“, dem Ý) und wird wie folgt ausgesprochen:
- kurz als Diphthong [ʊi]: mítt [ˈmʊitː] (mein)
- kurz vor /dʒ, ʃ/ und oft vor /g, k/ als [ʊ]: tíggju [ˈtʊdʒʊ] (zehn), líknandi [ˈlʊknandɪ] (ähnlich)
- kurz [ɪ] als unbetonte Präposition í (in)
- lang als Diphthong [ʊiː]: ísur [ˈʊisʊɹ] (Eis)

Dabei steht es nie in kurzer unbetonter Stellung.

### Im Isländischen
Im Isländischen wird das Í wie folgt ausgesprochen:
- kurz: [⁠i⁠]
- lang: [iː]

Wie im Färöischen ist das Wort í die Präposition „in“.

### Im Tschechischen und Slowakischen
Im Tschechischen und Slowakischen bezeichnet das Í ein langes I [iː].
Beispiel im Tschechischen: bít – schlagen, gegenüber bit – Bit.

## Darstellung auf dem Computer

### Unicode
Im internationalen Zeichenkodierungssystem Unicode nimmt das große Í Position U+00CD ein, das kleine í liegt auf U+00ED. Die gleiche Position hat es auch im Zeichensatz Latin-1.
Auf Tastaturen wird das Í mit der Akut-Tottaste erzeugt, die zuerst gedrückt wird, und danach entweder das große oder kleine I.
- Großbuchstabe Í: ´ – Shift+I
- Kleinbuchstabe í: ´ – I

Auch das isländische und färöische Tastaturlayout sieht für die Buchstaben á, (é), í, ó, ú, ý keine eigenen Tasten vor, sodass auch dort die Eingabe wie oben beschrieben erfolgt.

### HTML
In HTML kann das Í auch mit den folgenden Entitäten umschrieben werden:
- Großbuchstabe Í: &Iacute;
- Kleinbuchstabe í: &iacute;

### TeX
In TeX wird das Í wie folgt wiedergegeben:
- Großbuchstabe Í: \'I
- Kleinbuchstabe í: \'\i